# Okolija
Eine Okolija (femininum, bulgarisch Околия, Mehrzahl Okolii) ist eine ehemalige Bezeichnung für einen größeren Verwaltungsbezirk in Bulgarien, ähnlich dem deutschen Landkreis.
Auf dem Berliner Kongress 1878 wurde das Gebiet des späteren Königreichs Bulgarien unter anderem in das Fürstentum Bulgarien, das zwar aus dem Osmanischen Reich herausgelöst wurde, dessen Souveränität nominell aber weiterhin dem Osmanischen Reich unterlag, und Ostrumelien, eine Provinz des Osmanischen Reiches, aufgeteilt.
Sowohl im Fürstentum Bulgarien, als auch in Ostrumelien gab es Okolii. Endgültig abgeschafft wurden sie in der Volksrepublik Bulgarien.

## Bulgarisch-Orthodoxe Kirche
Heute teilt die bulgarisch-orthodoxe Kirche ihre Eparchien (Diözesen) in Okolija.